# Einöden (Gemeinde St. Johann)
Einöden ist eine Ortslage im Salzachpongau im Land Salzburg wie auch Ortschaft und Katastralgemeinde der Stadtgemeinde St. Johann im Pongau im Bezirk St. Johann (Pongau).

## Geographie
Der Ort befindet sich nordwestlich von Sankt Johann auf der linken Talseite des Bischofshofen-St.-Johanner Beckens.
Die Streusiedlungen Einöden liegen am O=stabhang des Palfner Kogels (Schwarzkogel,  1413 m ü. A.) der Dientner Berge auf Höhen zwischen 570 m am Talgrund an der Salzach und 1000 m ü. A. Sie erstrecken sich vom Palfnerbach bis unter die Kohlmaißhöhe (1198 m ü. A.) gegen Bischofshofen-Mitterberghütten hin.
Die Ortschaft umfasst etwa 80 Gebäude mit um die 300 Einwohnern, die Katastralgemeinde hat 774 Hektar.
Zum Ortschaftsgebiet gehören – von Süd nach Nord talauswärts – unter anderem das Palfner Dörfl und – riedelweise – die Gehöfte (Einzellagen) Rieling und Birkstein, Burgschwaig, Altach, Brand und Höch, das namengebende Einöden (heute Gewerbegebiet) und Zoss, sowie Pfeiflehen und Mitteregg. Die Ortslage Englmair gehört dann schon zu Mitterberghütten. Oberhalb Birkstein gehört noch die Brandalm zu Einöden.
Die einzelnen Höfe sind durch Güterwege vom Palfner Dörfl und von Einöden, an der Einmündung der B159 in die Bischofshofener Umfahrung der B311, hinauf erreichbar.
| Haidberg (Gem. Bischofshofen)  | Mitterberghütten (Gem. Bischofshofen)       | Urreiting              |
| Mühlbach (Gem. Mühlbach a.Hk.) | Kompassrose, die auf Nachbargemeinden zeigt | Maschl                 |
| Reinbach                       |                                             | Sankt Johann im Pongau |

## Geschichte und Infrastruktur
Der Palfnerkogel ist ein bedeutendes Kupfervorkommen, und die Ortslage war nachweislich schon im jüngeren 2. Jahrtausend vor Christus, in der Bronzezeit, besiedelt, wie datierte Einbaureste im Alten Mann des Arthurstollens belegen (3700–3000 Jahre alt – Götschenberg und Sinnhubschlössl bei Bischofshofen wie auch Siedlungsspuren in Mühlbach sind noch älter). Dieser Bergbau geriet dann in Vergessenheit.
Namen wie Burgschwaig (Schwaige, Almhof) zeigen die Wiederbesiedelung im Hochmittelalter, Einöde selbst ist ein Wort für aufgegebene und wiederaufgenommene Siedlungen.
Wiedergefunden wurde die Kupfervorkommen im mittleren 19. Jahrhundert, als das Südrevier des Mitterberger Kupferbergbaues angegangen wurde. Es wurden drei Gänge prospektiert.
Der Birgsteingang wurde 1855–1879 abgebaut (Joseph-, Walpurgastollen; Kupfergewerkschaft Bürgstein). Der Burgschwaiggang wurde im Klara- und Luisenstollen  aufgeschlossen. Der bedeutendste, der Brandergang  (Kupferbergbau Einöden der Mitterberger Kupfer AG), wurde ab Anfang des 20. Jahrhunderts in drei Höchstollen und dem Arthurstollen mit folgendem Tiefbau erschlossen (1907–28, dann wieder 1952–58). Letzterer Stollen wurde bis Mühlbach hinüber getrieben und diente auch als winterlicher Versorgungstunnel dorthin, und 1927–88 auch als Wasserstollen für das Arthurwerk unterhalb.
Der Arthurstollen ist ein bedeutendes montanhistorisches Denkmal und ist seit 1992/95 teilweise als Schaubergwerk eingerichtet (derzeit nicht begehbar), und das Wasserschloss am Eingang ist ein Ausstellungsraum. Er soll Teil des Geoparks Erz der Alpen werden.
Südlich der Ortslage Einöden befindet sich das Umspannwerk Pongau und das kleine Kraftwerk Arthurwerk.
Die beiden 220-kV-Leitungen über den Einödenberg sollen durch die 380-kV-Salzburgleitung ersetzt werden.